# Donji Vir
Donji Vir (alb. Liqeni i Donji i Virit; srp. Доњи Вир) je jedno od najmanjih planinskih jezera na Šar planini, na Kosovu. Kružnog je oblika, promjera oko 30 m. Nalazi se samo nekoliko metara zapadno od Malog jažinačkog jezera.